# Adolphia
Adolphia, rod grmova iz porodice pasjakovki raširen po Sjevernoj Americi (Arizona, Kalifornija, Novi Meksiko, Teksas i sjeverni Meksiko). Postoje dvije priznate vrste.

## Vrste
1. Adolphia californica S.Watson; kritično ugrožena u kaliforniji.[2]
2. Adolphia infesta (Kunth) Meisn.